# 余呉町尾羽梨
余呉町尾羽梨（よごちょうおばなし）は滋賀県長浜市の大字。旧伊香郡余呉町尾羽梨。2019年9月1日現在の人口は0人。

## 地理
長浜市北部の旧余呉町の中でも北部にあり、高時川の東岸に位置する。滋賀県道285号中河内木之本線が集落跡の中に走っている。
2011年4月1日時点での人口は0人。
集落は1971年に廃村になったが、その後丹生ダムに水没する予定であった。かつては高時川沿いに幾つかの民家が見られた。
廃村時の人口は10世帯、35人であった。最盛期の1960年の人口は、10世帯、63人であった。
江戸時代末期には、尾羽梨川の上流にも尾羽梨とは別の木地師集落があった。
降雪量の多い地域で、1936年の豪雪の際には非公式ながら7m30cmを記録している。

### 河川
- 高時川
- 尾羽梨川

## 歴史
編入前は滋賀県伊香郡丹生村尾羽梨であった。

### 史跡
- 尾羽梨集落跡地
  - 日吉神社跡地
  - 福寿寺跡地
  - 尾羽梨分校跡地

## 交通

### 鉄道
現在は、当地には鉄道が通っていないが、JR西日本北陸本線余呉駅が最寄り駅になる。なお、柳ヶ瀬線（旧北陸本線）が存在した当時は、中ノ郷駅がより近い場所にあった。

### 道路
- 滋賀県道285号中河内木之本線

## 施設
- 丹生ダム

## その他

### 日本郵便
- 郵便番号 : 529-0502[2]（集配局：余呉郵便局[5]）。